# (21467) Rosenstein
(21467) Rosenstein (1998 HX93) – planetoida z pasa głównego asteroid okrążająca Słońce w ciągu 3,73 lat w średniej odległości 2,4 j.a. Odkryta 21 kwietnia 1998 roku.